# Колона на Фока
Колоната на Фока е колона в коринтски стил, издигната на форума в Рим, пред Рострата и посветена през 608 г. на византийския император Фока (602 – 610). Тя е последното допълнение към архитектурния комплекс на Римския форум.
Колоната е висока 13,6 м, създадена е през II век. Установена е върху четириъгълен пиедестал от бял мрамор, първоначално използвана за монумент в чест на Диоклециан. Надпис на северната му страна съобщава, че на 1 август 608 г. Равенският екзарх Смарагд я посвещава на Фока. Причината, поради която Фока е удостоен от екзарха с такива почести не е известна.
Често се счита, че колоната е издигната от признателната Римокатолическа църква, тъй като император Фока признава на папа Бонифаций III върховенството над всички християнски църкви.
През 610 г. Фока е свален, а всички негови изображения целенасочено са унищожени. По заповед на новия император Ираклий в края на 610 г. от колоната е свалена статуята, а надписът с посвещението е изтрит. През Средновековието форумът остава в запустение, самата колона остава цяла, но пиедесталът се оказва погребан под наноси. В края на XVIII век той е разчистен.